# Тригве Хавелмо
Тригве Магнус Хавелмо (норв. Trygve Magnus Haavelmo; 13. децембар 1911 — 28. јул 1999) био је норвешки економиста. Добитник је Нобелове награде за економију 1989. године „за разјашњење теорије вероватноће као основе економетрије и за анализу симултаних економских структура”.